# Complesso nebuloso molecolare del Cigno
Il Complesso nebuloso molecolare del Cigno (noto anche semplicemente come Complesso del Cigno) è una nube molecolare gigante posta nel cuore della Via Lattea boreale, in direzione della costellazione del Cigno. Si tratta di una delle aree di formazione stellare più turbolente della nostra Galassia, nonché del complesso nebuloso molecolare più grande conosciuto nella Via Lattea; al suo interno sono presenti diverse regioni H II, vaste e brillanti associazioni stellari, ammassi aperti e un gran numero di stelle fra le più luminose della nostra Galassia.
La struttura più notevole del complesso è nota con la sigla di catalogo Sh2-109; si tratta di un vasto insieme, esteso per centinaia di anni luce, di regioni H II ionizzate da stelle molto brillanti, raddensate nelle diverse associazioni OB presenti in quest'area di cielo. Sh2-109 è anche la parte più luminosa e più evidente del vastissimo complesso nebuloso molecolare noto come Cygnus X; la massa totale di gas e polveri presenti in questa regione è compresa fra le 10.000 e le 100.000 masse solari.
La regione si trova al limite fra il Braccio di Orione, in cui si trova il nostro sistema solare, e il Braccio di Perseo, a una distanza stimata sui 5000 anni luce; il complesso sarebbe ancora in una fase iniziale della sua evoluzione, come sarebbe testimoniato dalla presenza di alcuni ammassi aperti estremamente giovani e concentrati con componenti stellari brillanti e massicce. Nella parte più remota della regione, connesso con una delle associazioni OB della zona, si trova il ben noto oggetto Cygnus X-1, una sorgente di raggi X da molti considerata come un buco nero che risucchia la materia della sua stella compagna, una supergigante blu.

## Osservazione

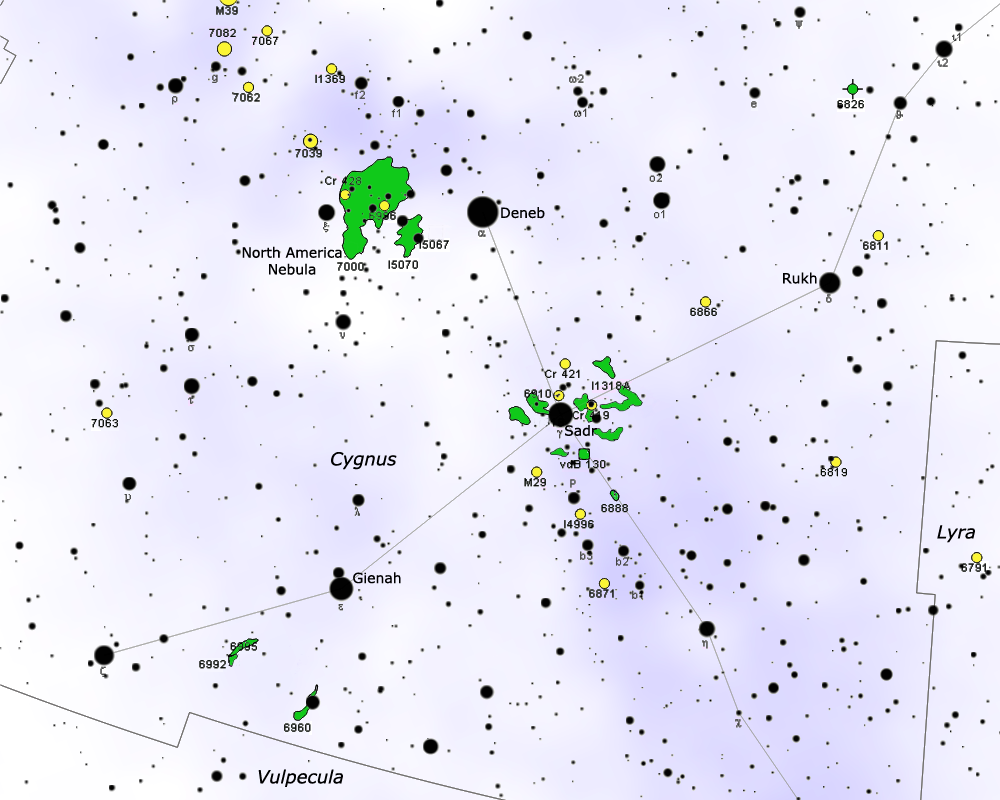
Mappa centrata sul complesso molecolare del Cigno, attorno alla stella Sadr; gran parte del complesso resta però nascosto dalle dense nubi di polveri oscure visibili fra Sadr e Deneb.

Il complesso del Cigno si trova in direzione del tratto di cielo compreso fra la brillante stella Deneb e Sadr, il cuore del Cigno; tuttavia, né ad occhio nudo, né con un binocolo o un piccolo telescopio è possibile individuarla; ciò che appare con un piccolo strumento è un insieme di aggregati di stelle e piccoli ammassi aperti, che formano un chiarore abbastanza evidente al punto che il tratto di Via Lattea di cui fanno parte è uno dei più luminosi del cielo.
Trovandosi nell'emisfero boreale ad una declinazione pari a circa +40°, l'area del complesso nebuloso è perfettamente osservabile da tutte le regioni settentrionali della Terra, da cui appare visibile per gran parte dell'anno e, a nord del 50º parallelo nord, persino circumpolare; questo ramo di Via Lattea domina completamente il cielo serale dell'estate e dell'autunno boreali, dove appare praticamente allo zenit alle medie latitudini settentrionali. Dall'emisfero australe invece questo tratto di cielo è osservabile con grande difficoltà, specie a partire dalle medie latitudini australi in direzione sud; nella fascia tropicale meridionale è invece discretamente osservabile.
Per poter notare anche la nebulosità associata è necessario un potente telescopio, ma il metodo migliore per poterla rilevare è quello di sfruttare le potenzialità dell'astrofotografia; occorre poi tener presente che la parte di cielo in cui si condensa la nube è in gran parte oscurata da un grande complesso di nebulose oscure, noto nell'emisfero nord come Fenditura del Cigno o "Sacco di Carbone boreale", che si frappone alla nostra linea di vista.

### Nelle epoche precessionali

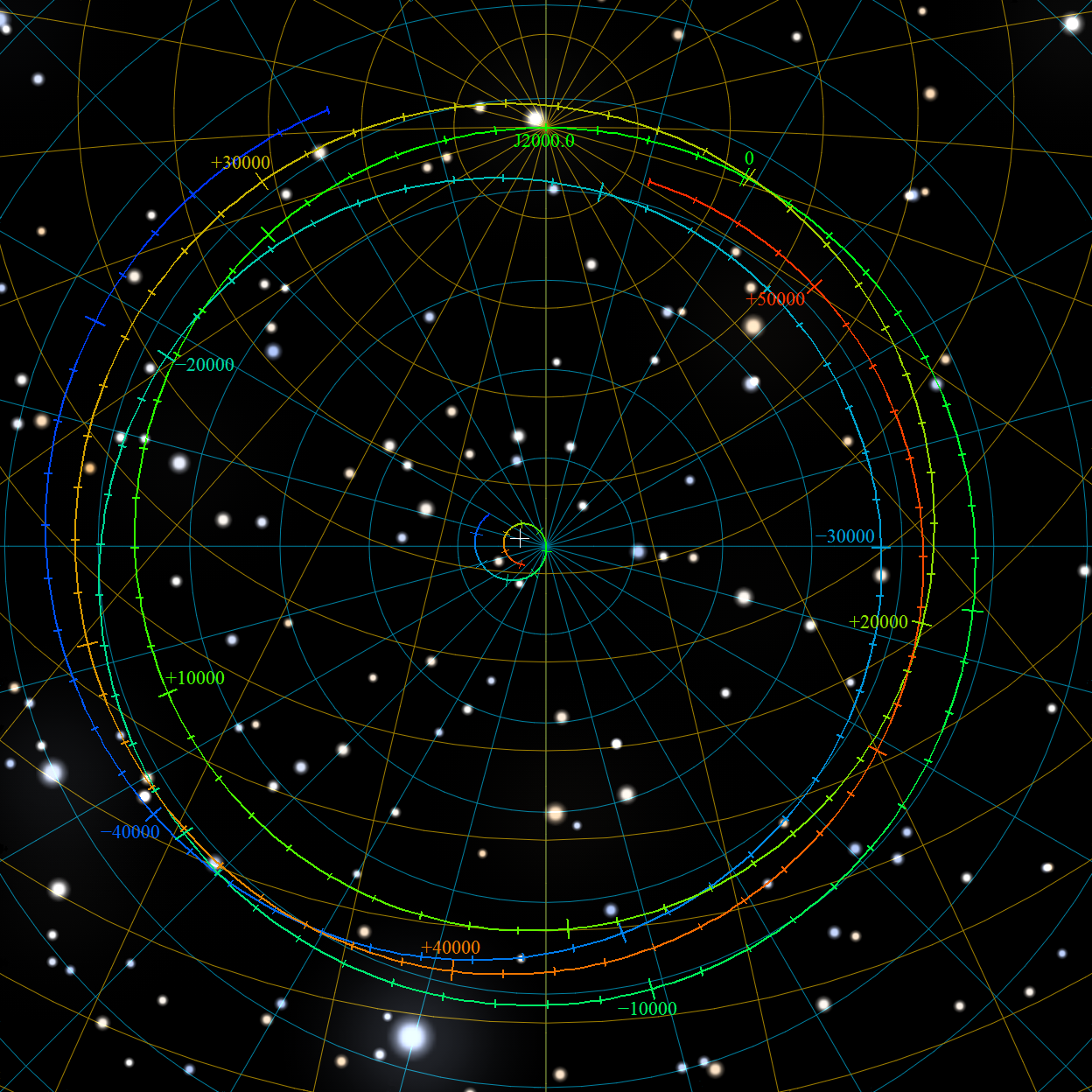
La proiezione del percorso di precessione del Polo Nord sul cielo fisso dell'epoca J2000.0 per l'intervallo di tempo da 48000 a.e.v. al 52000 a.e.c.. La stella luminosa in basso è Vega.

A causa del fenomeno conosciuto come precessione degli equinozi, le coordinate celesti di stelle e costellazioni possono variare sensibilmente, a seconda della loro distanza dal polo nord e sud dell'eclittica.
Deneb, Sadr e il tratto di Via Lattea del complesso del Cigno si trovano a circa 20h di ascensione retta, ossia non lontano dalle 18h, che equivalgono al punto in cui, con l'eccezione della zona attorno al polo nord dell'eclittica, gli oggetti celesti raggiungono la loro declinazione più meridionale.
Attualmente, avendo passato le 18h di ascensione retta circa 2500 anni fa, il complesso tende ad assumere delle declinazioni sempre più settentrionali. Quando, fra circa 11000 anni, il complesso si troverà alle 6h di ascensione retta, raggiungerà il punto più settentrionale: in quell'occasione, si troverà, come si vede nell'immagine a lato, a pochi gradi dal polo nord celeste.

## Ambiente galattico e linea di vista
L'area della nostra Galassia visibile in direzione della costellazione del Cigno è dominata in senso assoluto dalla distesa di nebulose oscure nota come Fenditura del Cigno; si tratta di un sistema di nubi a bassa velocità che sembra, dal nostro punto di vista, attraversare in senso longitudinale tutta la Via Lattea a sud di Sadr per una lunghezza pari a ben 86°. Questa nube si trova ad una distanza media di circa 700 parsec (pari a 2300 anni luce) e si estende per circa 1000 anni luce. Sul bordo di questo complesso di nubi si trovano alcuni ammassi aperti, come NGC 6940, distante circa 2400 anni luce, e alcune stelle di Wolf-Rayet, fra le quali spicca la brillante WR 147, la cui luminosità è fortemente oscurata (appare di quindicesima magnitudine apparente, sebbene la sua magnitudine assoluta sia pari a -4,7) alla distanza di 630 parsec (2050 anni luce).
Osservando dalla Terra in direzione nord rispetto alla Fenditura del Cigno, si individuano due celebri nebulose: la Nebulosa Nord America e la Nebulosa Pellicano; entrambe si trovano ad una distanza di circa 800 parsec (2600 anni luce), dunque a breve distanza dal complesso oscuro della Fenditura. Questo complesso, assieme a quello della stessa Fenditura, fanno in effetti parte dello stesso estesissimo sistema di nubi molecolari giganti che separano la Cintura di Gould, ossia il ramo delle stelle brillanti in cui è immerso anche il nostro Sole, da quello dei grandi complessi stellari e nebulosi del Cigno, situati oltre questa nube.

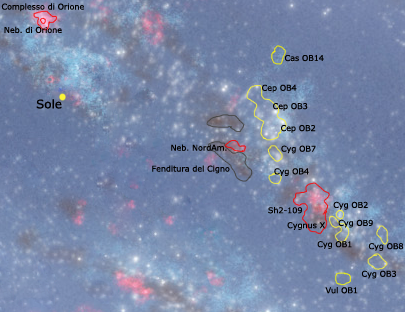
Mappa schematica della regione galattica in direzione del Cigno vista dal Sole.

Al di là di questo sbarramento oscuro si trovano le grandi associazioni OB Cygnus OB7 e Cygnus OB4; all'estrema periferia dei grandi complessi nebulari del Cigno giace un discreto numero di ammassi aperti, alcuni dei quali sono osservabili senza eccessive difficoltà anche con piccoli strumenti, come NGC 6910 e il ben noto M29; entrambi si trovano ad oltre 5000 anni luce da noi. Il complesso molecolare vero e proprio è formato da Sh2-109, che ne costituisce la porzione più vasta e che estende le sue propaggini fin quasi a questi ammassi, e Cygnus X, un vasto complesso non illuminato completamente ma che emette forte radiazione ai raggi X; Sh2-109 e Cygnus X occupano assieme quasi 450 parsec di diametro, pari a ben 1400 anni luce.
Sul bordo che dalla Terra appare essere quello "meridionale" del complesso, ad una distanza di 5100 anni luce, si trova un altro ammasso aperto facilmente osservabile, NGC 6871; Nel settore del complesso posto in direzione opposta alla nostra linea di vista giacciono invece alcune fra le più intrinsecamente brillanti associazioni OB: è il caso dell'associazione Cygnus OB1, la più "meridionale", Cygnus OB9 e soprattutto la brillantissima Cygnus OB2, che contiene alcune fra le stelle più luminose conosciute all'interno della nostra Galassia, fra le quali spicca Cygnus OB2-12.
Proseguendo ulteriormente, superando dunque il complesso e inoltrandosi nelle aree più remote conosciute in questo settore galattico, si incontrano altre due brillanti associazioni OB, Cygnus OB3 e Cygnus OB8, alle quali si aggiunge un ammasso aperto osservabile con difficoltà, NGC 6819, tutti un po' staccati rispetto alla linea di vista del complesso; la distanza di tutti questi oggetti si aggira sui 7700 anni luce. Ad una distanza simile, ma in un'altra direzione, poco a nord-ovest di Deneb vista dalla Terra, si trova infine un'altra regione H II, nota come Sh2-115, ionizzata dalle brillanti stelle dell'ammasso Berkeley 90, la quale contiene 4400 masse solari di gas e polveri in circa 110 anni luce di diametro.

## Struttura

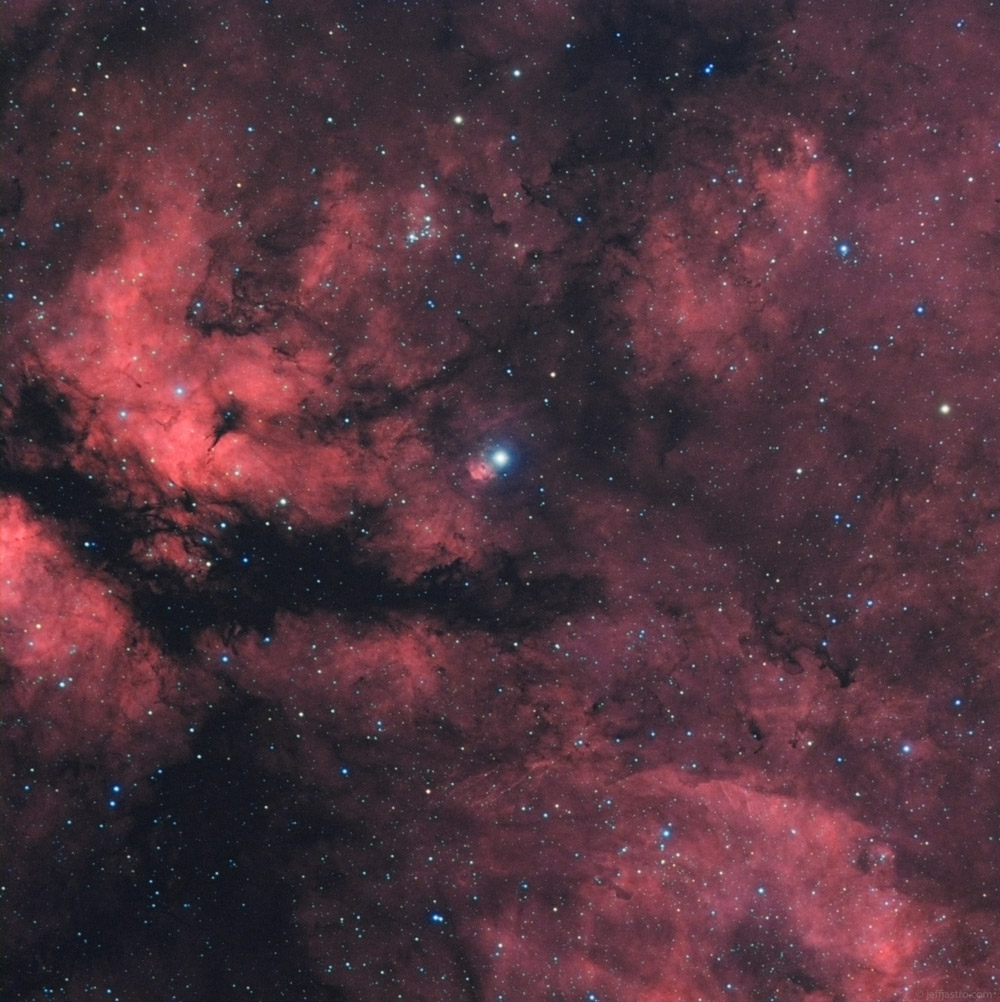
IC 1318, il complesso nebuloso più brillante della regione molecolare del Cigno, visibile nei pressi di Sadr. Credit: CAST.

Il complesso molecolare, come visto, si trova a una distanza di circa 5000 anni luce da noi, in direzione di un tratto molto ricco della Via Lattea; è possibile distinguere alcune aree differenti, tutte parte dello stesso complesso: le due principali sono la vasta estensione chiamata Cygnus X e l'insieme di regioni H II nota come Sh2-109. La prima comprende la struttura più vasta, che permea le grandi associazioni OB presenti in quest'area, mentre l'ultima è un sistema di dense nebulose in cui è attiva la formazione stellare. L'area di Cygnus X è fortemente oscurata dal complesso oscuro della Fenditura, che si sovrappone alla nostra linea di vista e che maschera quasi completamente sia le grandi regioni H II, sia i brillantissimi campi stellari delle varie associazioni di stelle giovani.
In totale nel complesso sono state identificate ben 159 nubi distinte, delle quali sono note diverse caratteristiche come la densità, le dimensioni e la massa; a ciò si aggiungono sette grandi regioni H II, tre resti di supernova, 45 stelle T Tauri, 18 getti molecolari e ben 215 sorgenti di radiazione infrarossa, coincidenti con oggetti stellari giovani e protostelle, probabilmente associate con le nubi molecolari.

### IC 1318
Una delle strutture più dense e più facilmente osservabili è formata dal sistema nebuloso di IC 1318 (Sh2-108); nelle fotografie si mostra come un insieme di nebulose più o meno circondanti la stella Sadr e più o meno staccate fra di loro, al punto che sono state classificate come nebulose separate: sono infatti numerate da IC 1318a fino a IC 1318e, andando da ovest a est. A rendere brillante la nebulosa non è, come può sembrare, la stella Sadr, dato che in realtà non è legata al complesso molecolare: anche se si tratta di una stella molto distante, posta attorno ai 1500 anni luce da noi, è decisamente in primo piano rispetto al campo nebuloso. Il sistema di IC 1318 si trova completamente immerso nelle regioni più centrali del complesso molecolare del Cigno, assieme ad un gran numero di piccole strutture minori. Una intensa linea oscura separa le due sezioni più orientali di questa nebulosa, poco a sud-est di Sadr; si tratta di una nebulosa oscura classificata come LDN 889; secondo degli studi condotti su quest'area di cielo, sembrerebbe più o meno accertato che non si tratta di una banda di polveri in sovrapposizione sulla nostra linea di vista, ma, a differenza della gran parte delle nebulose oscure di questa regione, sarebbe proprio fisicamente legata al complesso nebuloso molecolare. Inoltre, la presenza di acqua nella forma di vapore come componente del mezzo interstellare locale sarebbe una diretta evidenza della presenza di protostelle; la formazione stellare, fenomeno per altro diffuso in questa regione della Galassia, sarebbe in via di rallentamento solo in alcune piccole aree alla periferia di questa sottostruttura.
La parte più intensa osservabile direttamente è proprio la sezione di IC 1318 visibile nei pressi della banda oscura LDN 889; le parti più occidentali si presentano invece più rarefatte e filamentose, il che farebbe pensare che questa parte è stata formata in realtà da una o più esplosioni di supernovae.

### Sh2-109

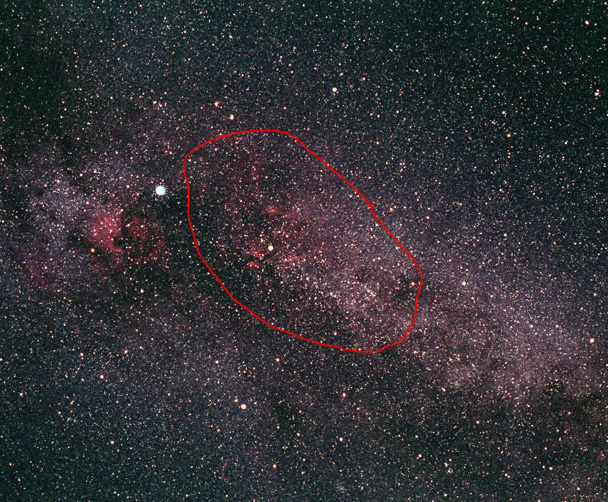
La costellazione del Cigno; l'area di cielo segnata in rosso indica l'estensione apparente del complesso Sh2-109.

Sh2-109 è un vasto e complesso sistema di regioni H II, nebulose oscure, colonne luminose di gas e associazioni di stelle giovani. L'area di cielo in cui si trova è visibile alcuni gradi a sud di Sadr, poco a nord dell'ammasso aperto NGC 6871; la sua estensione apparente è pari a ben 17°, che a una distanza di 5000 anni luce equivalgono ad un diametro reale di ben 4600 anni luce. Se la massa oscura della Fenditura del Cigno non nascondesse la sua luminosità, si osserverebbe come una nebulosa che occuperebbe l'area di cielo compresa fra la stella Deneb e NGC 6871, con uno spessore che andrebbe da ε Cygni fino a δ Cygni, ossia la maggior parte della costellazione del Cigno. Alla parte più facilmente osservabile, quella meridionale, si sovrappone uno dei campi stellari più ricchi ed evidenti dell'intera Via Lattea.

### Cygnus X
Cygnus X è da tempo considerata una delle regioni strutturalmente più complesse che giacciono sul piano galattico; si tratta di una vastissima nebulosità, comprendente al suo interno delle strutture nebulose minori e un gran numero di associazioni OB. Originariamente nota come una singola e prominente sorgente di onde radio, fu chiamata con la sigla X per distinguerla dalla sorgente extragalattica Cygnus A. Con lo sviluppo delle tecniche di osservazione nelle varie lunghezze d'onda, sono state scoperte diverse centinaia di sorgenti radio, fino ad un numero di 800 negli anni ottanta; questi studi hanno anche mostrato che le regioni centrali del complesso sono anche le più fortemente oscurate.
Sebbene esista da tempo un certo consenso fra gli studiosi sulle strutture galattiche su larga scala presenti nella regione di Cygnus X, permane una certa difficoltà nella determinazione delle distanze cinematiche delle regioni di formazione stellare, dato che la differenza fra le varie velocità radiali è compatibile con la dispersione delle nubi galattiche. Il braccio di Perseo può essere tracciato tramite la mappatura della distribuzione delle varie regioni H II e delle stelle intrinsecamente più luminose; secondo questi studi, il complesso di Cygnus X si trova alla congiunzione fra il nostro braccio e quello di Perseo. Secondo altri studi, tuttavia, il braccio sarebbe quello del Cigno.
Nel complesso Cygnus X sono stati identificati una settantina di oggetti stellari giovani di classe spettrale A e B a distanze fino a 2000 parsec (equivalenti a circa 6500 anni luce); basandosi sullo studio del 12CO si è scoperto che la gran parte di questi oggetti si trova entro i limiti estremi del Braccio di Orione.

## Regioni H II e fenomeni di formazione stellare

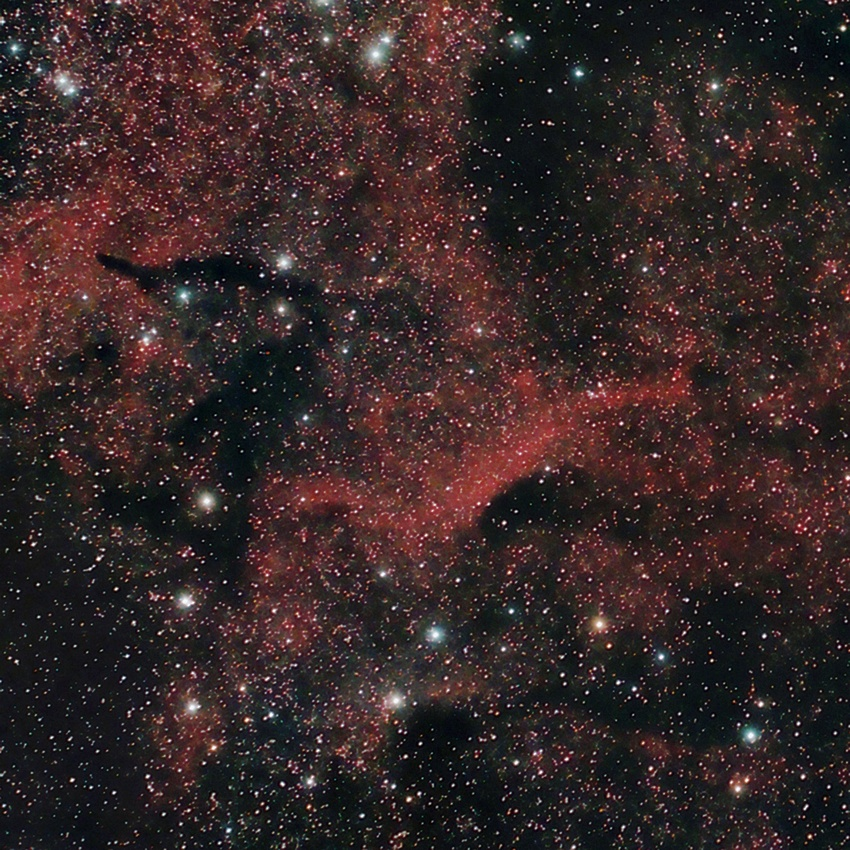
La parte più meridionale del complesso nebuloso Sh2-109, con il risalto della nebulosa oscura B147.

Il Complesso del Cigno appare in relazione con un gran numero di strutture in cui i fenomeni di formazione stellare sono estremamente intensi e in cui le dinamiche del mezzo interstellare sono piuttosto violente. L'area di cielo in cui è visibile il complesso è stata studiata in varie lunghezze d'onda, dai raggi X al medio infrarosso, allo scopo di determinarne la struttura: sono stati così scoperti diversi resti di supernova, come pure una notevole quantità di regioni H II più o meno adiacenti fra loro, tutti compresi entro la cosiddetta superbolla del Cigno. Le varie regioni H II individuali che compongono il complesso di Cygnus X rivestono grande importanza nella ricostruzione della struttura tridimensionale di questa regione galattica e nello studio dei fenomeni di formazione di nuove stelle in atto; inoltre, sono un ottimo esempio che mostra come le varie interazioni fra aggregati di stelle massicce con il mezzo interstellare circostante possano creare una gran varietà di forme e strutture, mentre il fatto che molti di questi aggregati sono fisicamente connessi all'interno di un singolo e vastissimo complesso favorisce il loro stesso studio.
Basandosi sul metodo della comparazione degli elementi delle stelle immerse nelle nebulosità tramite l'osservazione a più lunghezze d'onda, si è potuto mappare con una discreta precisione la posizione e la distanza di diverse regioni H II osservabili nella costellazione del Cigno; da uno di questi studi è emerso che molte delle aree di formazione stellare che appartengono al complesso di Cygnus X appaiono connesse con ammassi aperti o associazioni stellari estremamente giovani. Ciò convalida il risultato di altri studi condotti negli anni sessanta e settanta, in cui si ipotizzava, a causa della scarsa presenza di stelle potenzialmente eccitatrici della massa nebulare, che il complesso sia in uno stadio iniziale della sua evoluzione e che le stelle attualmente in formazione siano ancora in gran parte avvolte dai loro globuli di formazione.
Le regioni H II del complesso con una massa inferiore alle 100 masse solari tendono a formare stelle massicce in una quantità fino a quattro volte superiore rispetto alle altre nubi; la causa di ciò sarebbe da ricercare o nell'elevata pressione imposta dal gas ionizzato sul bordo delle nubi, o nell'azione fotolitica della radiazione presente nelle stesse regioni H II, che tenderebbe a disgregare le nubi molecolari. I complessi nebulari più grandi e massicci tendono invece ad essere in equilibrio viriale, o in uno stato di collasso.

### DR 21

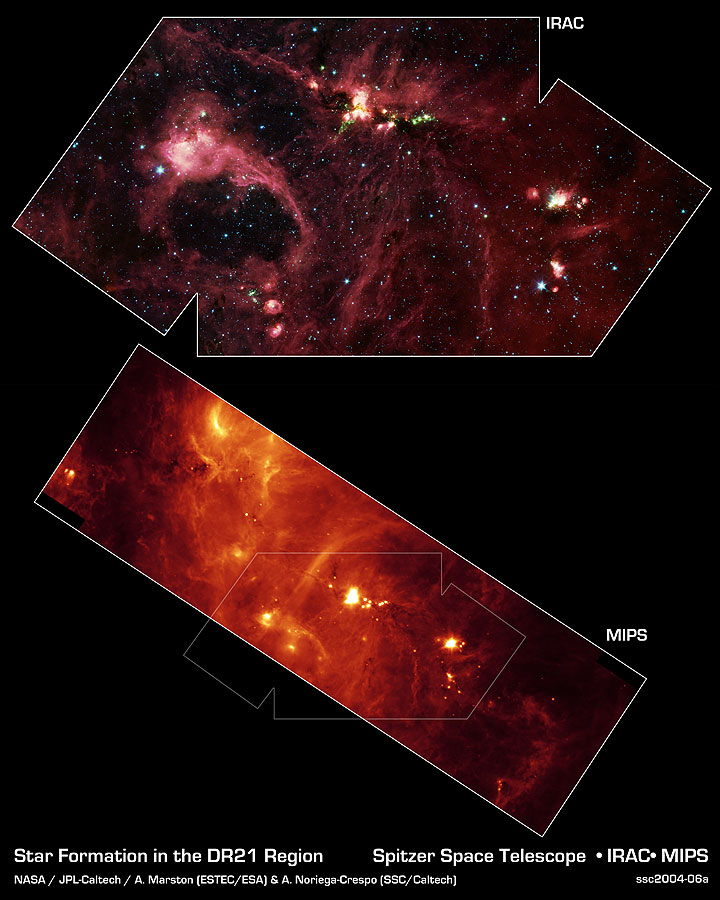
DR 21, una delle più massicce regioni di formazione stellare della Via Lattea.

Fra i singoli complessi nebulosi scoperti ve ne sono alcuni particolarmente brillanti; il più notevole e maggiormente studiato è il brillante DR 21. Questo complesso, noto anche come W75, contiene una delle regioni di formazione stellare più massicce della Via Lattea; è associato ad un ammasso di stelle giovani e la sua distanza è stata dibattuta: fino agli anni ottanta si indicava per DR 21 una distanza di circa 10.000 anni luce, mentre misure più recenti hanno ridotto questo valore ad appena 5000 anni luce, trovandosi dunque nel cuore del complesso del Cigno.
DR 21 sarebbe formato da due nubi molecolari giganti in interazione fra loro. La regione più densa e più massiccia, localizzata in una posizione centrale, potrebbe essersi originata da un fenomeno di collasso generalizzato; in questa area ha avuto luogo la formazione di stelle calde, che hanno così illuminato i gas circostanti, trasformando la nube molecolare nella compatta regione H II che oggi è possibile osservare. DR 21 è una struttura estremamente giovane, dove le turbolenze e le pressioni originate dai corpi circostanti non hanno ancora alterato la struttura in modo da causare un rallentamento della contrazione.
Alle linee di emissione del CO si individuano dei getti bipolari, molto probabilmente causati da vari oggetti stellari giovani presenti al suo interno; questi getti sono fra i più potenti e massicci (M = >3000 M☉) finora conosciuti nella nostra Galassia e possiedono un'energia tale da poter contrastare il collasso della stessa nube e potrebbero giocare un ruolo fondamentale nei fenomeni legati ad una sua eventuale dissipazione. All'esterno della nube si osservano delle grandi strutture a filamenti, apparentemente create dalla materia espulsa dai getti, che sembrano in interazione con una grande bolla, al cui interno si trova l'ammasso stellare.

### Altre strutture
Fra le altre strutture minori, vi è la regione ECX6-27, che appare proiettata in direzione del nucleo della luminosa associazione Cygnus OB2; tuttavia, il valore negativo della velocità radiale farebbe escludere una reale connessione fisica fra i due oggetti. Questa regione H II appare connessa con una vasta regione H I più fredda, che mostra, al contrario, la stessa velocità radiale; con una distanza di oltre 8000 anni luce, è uno dei più remoti addensamenti nebulosi del complesso. ECX6-20 è invece dominata da un ammasso di stelle molto compatto, a cui se ne aggiungono altri due visibili solo nell'infrarosso; le misure della sua velocità radiale lo pongono nel mezzo del complesso, sul bordo del nostro braccio di spirale. Le osservazioni al vicino infrarosso e alle onde radio mostrano una struttura simile a un arco che parte dall'ammasso compatto e si estende verso est, mentre per contro un secondo arco molto più debole si dirige ad ovest; analizzando la posizione dell'ammasso rispetto ai due archi è stata formulata l'ipotesi secondo cui l'episodio di formazione stellare che ha originato il gruppo di stelle compatte sia stato provocato dall'espansione di una bolla, forse il relitto di un'antica supernova.

## Misurazioni della distanza

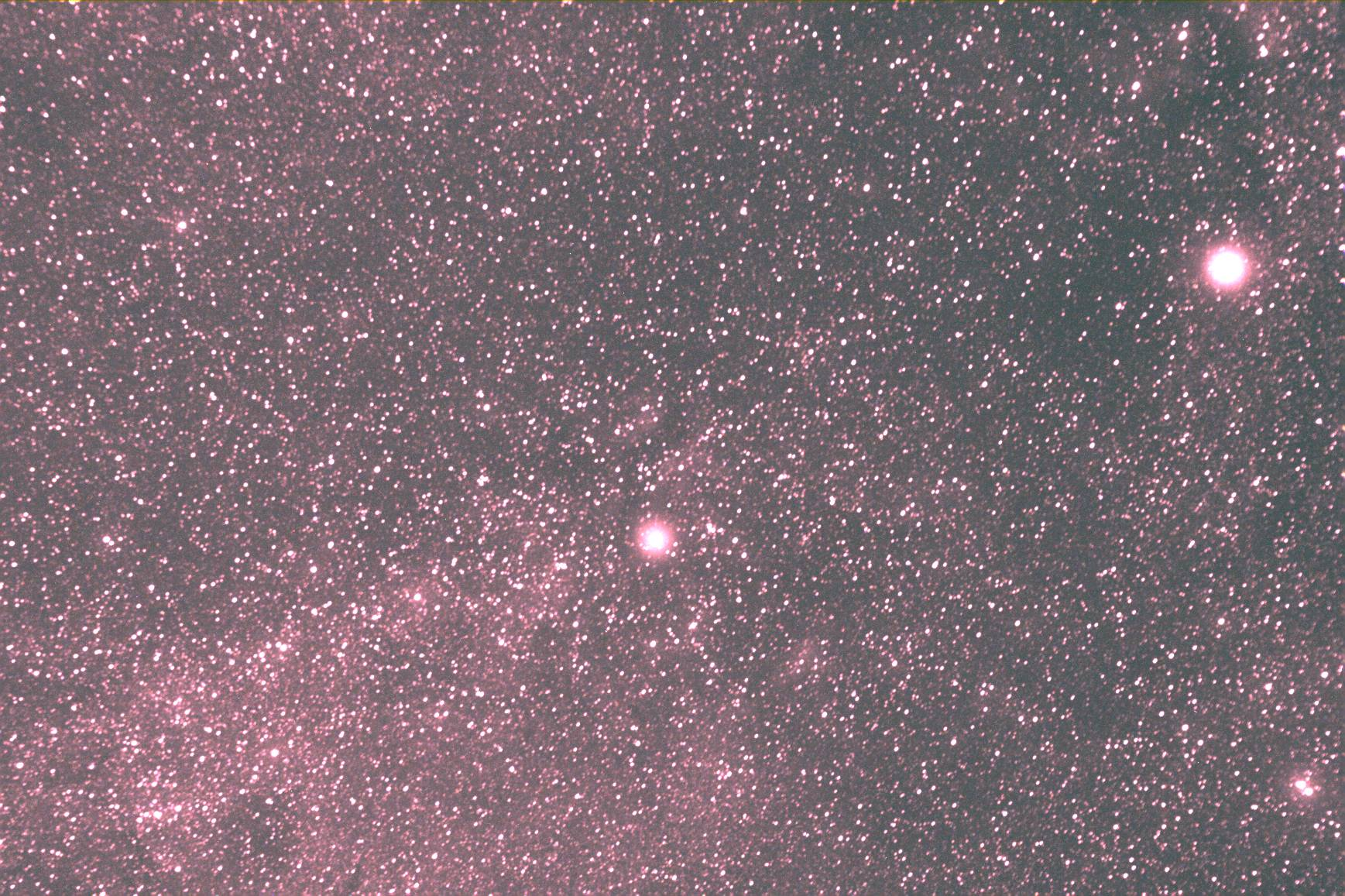
Il "Sacco di Carbone boreale", una nebulosa oscura posta fra le due stelle Deneb (a destra) e Sadr (a sinistra); il centro del Complesso del Cigno si trova approssimativamente in questa direzione e ci viene celato da questa nebulosa oscura posta a metà strada fra noi e il complesso.

La distanza del Complesso del Cigno fu calcolata sommariamente fin dagli anni sessanta, sfruttando la comparazione fra le emissioni Hα e radio delle regioni H II più luminose e assumendo che la principale responsabile dell'eccitazione del gas della regione fosse la brillante associazione Cygnus OB2. In base a queste misurazioni, si è determinato un valore di distanza pari a circa 1500 parsec (circa 5500 anni luce). Le misurazioni successive hanno poi confermato in massima parte queste determinazioni.
La difficoltà nel calcolare la distanza del complesso è dovuta a diverse ragioni: innanzitutto l'area è fortemente oscurata, come visto in precedenza, da una cospicua quantità di polveri che si frappongono alla nostra linea di vista; pertanto, la procedura che consiste nel calcolare la distanza di una nube trovando quella delle sue stelle eccitatrici non può andare a buon fine, in quanto non sempre sono note queste stelle. La seconda difficoltà è di natura strettamente galattica: la rotazione della Via Lattea a questa longitudine galattica altera notevolmente le misure di velocità radiale, più di quanto è previsto nei modelli teorici, poiché il cambiamento di velocità causato dalla rotazione galattica cambia molto lentamente rispetto all'aumentare della velocità; pertanto, neppure il metodo della comparazione delle velocità radiali osservate nelle nebulose con la velocità di rotazione galattica è applicabile.

## Associazioni OB
Un'associazione OB è una giovane associazione stellare che contiene da 10 a 100 stelle massicce di classe spettrale O e B, ossia blu e molto calde; si formano assieme nelle nubi molecolari giganti, il cui gas residuo, una volta che le stelle sono formate, viene spazzato via dal forte vento stellare. Nel giro di pochi milioni di anni, gran parte delle stelle più luminose dell'associazione esplode come una supernova, mentre le stelle più piccole sopravvivono, avendo una massa inferiore, per molto più tempo. Si crede che la gran parte delle stelle della nostra Galassia appartenesse in origine ad associazioni OB. Paradossalmente, si possono conoscere più facilmente le associazioni OB di altre galassie piuttosto che della nostra, a causa della presenza delle nubi oscure che mascherano la gran parte degli oggetti interni alla Via Lattea.
Le associazioni OB del Complesso del Cigno sono le principali responsabili dell'eccitazione dei gas e delle polveri, che diventano luminose e possono essere osservate anche otticamente.

### Cygnus OB1
Cygnus OB1 è un'estesa associazione di stelle giovani e calde; appare connessa con un sistema di gas formante una superbolla, osservabile nel lontano infrarosso da strumenti come l'IRAS; secondo alcuni studi condotti in questa lunghezza d'onda, questa struttura si è rivelata essere molto giovane, appena un milione di anni, e si sarebbe formata tramite una sovrapposizione di più bolle. La sua morfologia, non sferica, è probabilmente il risultato della distribuzione spaziale delle stelle massicce della regione. Lo studio di questa bolla consente anche di rivelare che le stelle dell'associazione non si sarebbero formate in un unico processo di formazione stellare: infatti, le stelle attualmente più massicce di Cygnus OB1 si sarebbero formate in un secondo momento rispetto alle altre componenti, dato che ancora si trovano nella fase di stella di Wolf-Rayet; inoltre, le dimensioni della superbolla rivelano che essa si sarebbe originata dall'esplosione di tre o massimo cinque supernovae risultanti da stelle con una massa compresa fra 45 e 80 masse solari.

### Cygnus OB2

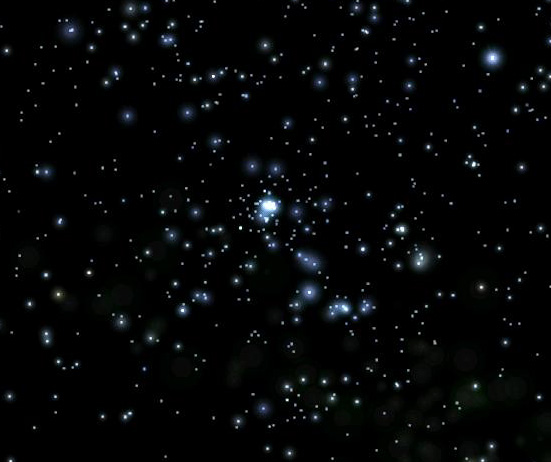
L'associazione Cygnus OB2 vista col programma Celestia.

Cygnus OB2 è una delle associazioni OB più brillanti e concentrate della nostra Galassia; è formata da un gran numero di stelle supergiganti di colore blu, alcune delle quali sono anche fra le più intrinsecamente luminose conosciute. Le sue componenti sono estremamente giovani e mostrano una velocità di rotazione moderatamente ridotta.
Lo spettro delle stelle di Cygnus OB2 e la loro temperatura sono stati analizzati in diversi studi, nei quali è anche emerso che molte delle componenti sono soggette ad una forte perdita di massa causata dal loro forte vento stellare. La presenza in percentuale di idrogeno ed elio è simile in tutte le stelle eccetto una, Cygnus OB2-7, dove l'elio sarebbe presente in quantità maggiore rispetto alle altre. Poco in disparte rispetto al centro dell'associazione si trova Cygnus OB2-12, una stella ipergigante fra le più brillanti conosciute all'interno della Via Lattea; la sua magnitudine assoluta è pari a circa -12, e se non fosse per l'estinzione luminosa, la stella avrebbe, vista dalla Terra, una magnitudine apparente pari a 1,5, ossia molto simile a quella apparente di Deneb, ma a causa dell'assorbimento operato dalle polveri la magnitudine visuale scende a 11,4, restando dunque invisibile ad occhio nudo.
Alcuni studiosi, considerando la massa, la densità e le dimensioni dell'associazione, hanno ipotizzato che Cygnus OB2 sia in realtà un esempio di ammasso globulare in formazione: oggetti simili sono stati osservati sia nella Grande Nube di Magellano, sia nelle regioni di formazione stellare presenti in altre galassie; si è anche fatto notare che questo sarebbe il primo di questa classe di oggetti noto all'interno della nostra Galassia.

### Cygnus OB9
Cygnus OB9 è un'associazione relativamente poco concentrata che si osserva, dalla nostra linea di vista, poco lontano dalla precedente; in questa e nella precedente sono state scoperte un centinaio di stelle di classe spettrale O, dunque estremamente calde. Un simile scenario comporta che in un lasso di tempo astronomicamente breve (entro qualche milione di anni) quest'associazione potrebbe diventare la sede di numerose esplosioni di supernova; assumendo che la vita media di una stella di classe O molto massiccia duri circa 1,7 milioni di anni, ci si aspetta un tasso di frequenza di una supernova ogni circa 70.000 anni o poco meno. La distanza è stata stimata sui 1700 parsec (5500 anni luce), paragonabile con le altre due associazioni.

## Osservazioni alle onde radio e ai raggi X

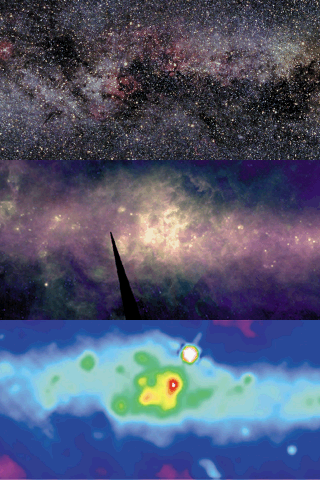
Immagine del complesso del Cigno a varie lunghezze d'onda: in alto nella luce visibile, al centro nell'infrarosso e in basso nelle onde radio (0,4 GHz).

Come sede di importanti fenomeni dinamici e perturbativi, come la formazione stellare, la regione del complesso del Cigno è ben evidente, e maggiormente che nella luce visibile, alle onde radio e ai raggi X. Dalle osservazioni alle onde radio appare che le nebulose brillanti che giacciono nel complesso Cygnus X si trovano in una regione galattica osservata tangenzialmente. Osservando le radiosorgenti si è scoperto che gran parte di esse è dovuta a materia ad alta temperatura e che la sua posizione coincide con quella delle regioni H II otticamente visibili. Osservando ai raggi X si evidenzia bene la struttura della superbolla, una struttura ad anello che si estende per 13°, rivelandosi di gran lunga come la formazione più grande e più energetica scoperta all'interno dei bracci della Via Lattea. Parti di questa struttura ad anello sono state scoperte fin dagli anni settanta e sono state classificate con le sigle Cygnus X-6 e Cygnus X-7, ma la loro natura, all'epoca della loro scoperta, non era ancora stata definita con chiarezza.
Esistono almeno altre due regioni galattiche conosciute che mostrano delle caratteristiche simili a quelle del complesso del Cigno, come le emissioni Hα filamentari e le associazioni OB, anche se in scala molto ridotta; una di queste è la ben nota Nebulosa di Gum, un antico resto di supernova che però non emette raggi X ma è ben osservabile nell'infrarosso fra le costellazioni australi della Poppa e delle Vele. Una seconda struttura è la Bolla di Eridano, compresa fra le costellazioni di Orione, Toro ed Eridano.
Per quanto riguarda la regione del Cigno, esistono solo due fenomeni astronomici intragalattici noti che possono potenziare così tanto una struttura molecolare: l'esplosione di una supernova e l'azione di un forte vento stellare. Si può escludere che la struttura possa essere stata potenziata da un'unica grande esplosione di supernova (in grado di spiegare la forma della struttura, ma non la potenza delle emissioni); alcuni scienziati hanno suggerito che l'energia occorsa per potenziare il complesso sia giunta dal forte vento stellare in interazione con il denso mezzo interstellare della zona, prodotto probabilmente da una serie di consecutive esplosioni di supernovae; si è infatti dimostrato che l'esplosione di un numero di supernovae compreso fra 30 e 100 distribuite su un lasso temporale compreso fra 3 e 10 milioni di anni avrebbe potuto apportare l'energia sufficiente per potenziare la regione al livello osservato. Le stelle progenitrici di queste esplosioni avrebbero tuttavia dovuto essere più vecchie di quelle che attualmente formano l'associazione Cygnus OB2, la più massiccia della regione.

### Cygnus X-1

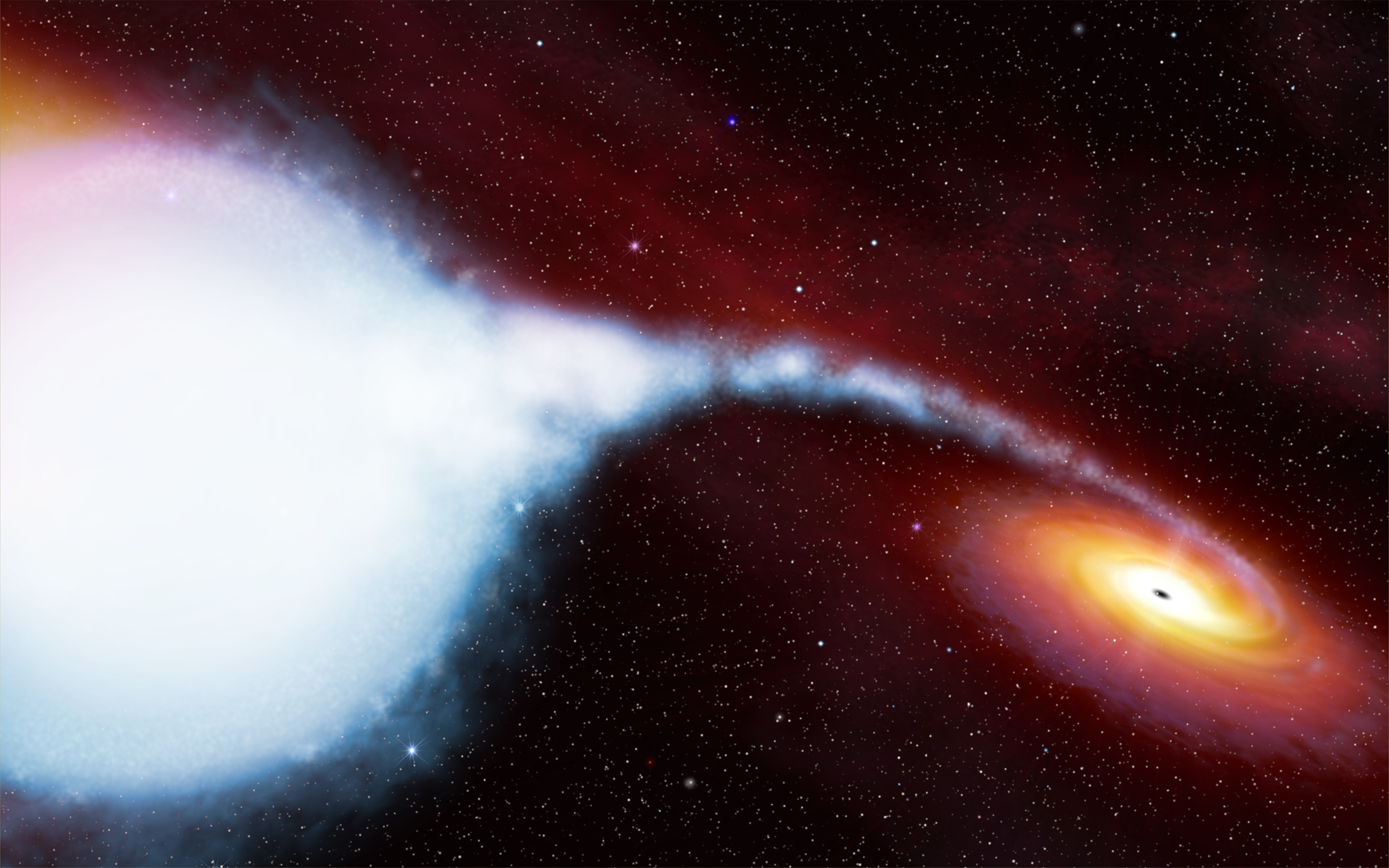
Illustrazione del sistema Cygnus X-1.

Cygnus X-1 è una delle sorgenti di raggi X più note e studiate della nostra Galassia; come parte periferica del complesso del Cigno, si trova lungo lo stesso braccio di spirale in cui si trova il nostro Sole, vicino al punto in cui si incrocia col Braccio del Sagittario. Si tratta con molta probabilità di un buco nero stellare, con una massa pari a circa 8,7 volte quella solare e si è rivelato essere un oggetto troppo compatto per poter essere paragonato ad una normale stella o ad un altro oggetto esotico come una stella di neutroni. Se si trattasse di un buco nero, il raggio dell'orizzonte degli eventi sarebbe probabilmente pari a circa 26 km.
Cygnus X-1 appartiene ad un sistema binario a raggi X di grande massa; questo sistema, distante circa 6000 anni luce da noi, include una supergigante blu variabile catalogata come HDE 226868, la cui orbita è di circa 0,2 UA. Un forte vento stellare proveniente da questa stella trasferisce grandi quantità di materia su un disco di accrescimento che circonda la sua compagna, la sorgente di raggi X. La materia nel disco interno è surriscaldata fino a raggiungere diversi milioni di kelvin, emettendo così la radiazione osservabile ai raggi X; inoltre, dai poli del disco emerge una coppia di getti, che proiettano della materia nello spazio circostante.
Il sistema si trova, visto dal Sole, poco dietro il complesso molecolare del Cigno, nell'associazione Cygnus OB3; la sua età si aggirerebbe sui 5 milioni di anni e si sarebbe formata da una stella progenitrice la cui massa era pari a ben 40 masse solari. Gran parte della massa originaria è stata espulsa come vento stellare e durante la successiva fase di supernova, da cui il buco nero si sarebbe originato.

### Libri

#### Opere generali
- (EN) Stephen James O'Meara, Deep Sky Companions: Hidden Treasures, Cambridge University Press, 2007, ISBN 0-521-83704-9.
- (EN) Robert Burnham, Jr, Burnham's Celestial Handbook:  Volume Two, New York, Dover Publications, Inc., 1978.
- (EN) Chaisson, McMillan, Astronomy Today, Englewood Cliffs, Prentice-Hall, Inc., 1993, ISBN 0-13-240085-5.
- (EN) Thomas T. Arny, Explorations:  An Introduction to Astronomy, 3 updatedª ed., Boston, McGraw-Hill, 2007, ISBN 0-07-321369-1.
- AA.VV, L'Universo - Grande enciclopedia dell'astronomia, Novara, De Agostini, 2002.
- J. Gribbin, Enciclopedia di astronomia e cosmologia, Milano, Garzanti, 2005, ISBN 88-11-50517-8.
- W. Owen, et al, Atlante illustrato dell'Universo, Milano, Il Viaggiatore, 2006, ISBN 88-365-3679-4.
- J. Lindstrom, Stelle, galassie e misteri cosmici, Trieste, Editoriale Scienza, 2006, ISBN 88-7307-326-3.

#### Sull'evoluzione stellare
- (EN) C. J. Lada, N. D. Kylafits, The Origin of Stars and Planetary Systems, Kluwer Academic Publishers, 1999, ISBN 0-7923-5909-7.
- A. De Blasi, Le stelle: nascita, evoluzione e morte, Bologna, CLUEB, 2002, ISBN 88-491-1832-5.
- C. Abbondi, Universo in evoluzione dalla nascita alla morte delle stelle, Sandit, 2007, ISBN 88-89150-32-7.
- M. Hack, Dove nascono le stelle. Dalla vita ai quark: un viaggio a ritroso alle origini dell'Universo, Milano, Sperling & Kupfer, 2004, ISBN 88-8274-912-6.

### Carte celesti
- Toshimi Taki, Taki's 8.5 Magnitude Star Atlas, su geocities.jp, 2005. - Atlante celeste liberamente scaricabile in formato PDF.
- Tirion, Rappaport, Lovi, Uranometria 2000.0 - Volume I - The Northern Hemisphere to -6°, Richmond, Virginia, USA, Willmann-Bell, inc., 1987, ISBN 0-943396-14-X.
- Tirion, Sinnott, Sky Atlas 2000.0, 2ª ed., Cambridge, USA, Cambridge University Press, 1998, ISBN 0-933346-90-5.
- Tirion, The Cambridge Star Atlas 2000.0, 3ª ed., Cambridge, USA, Cambridge University Press, 2001, ISBN 0-521-80084-6.

### Pubblicazioni scientifiche
- (EN) Harris, S., Location of HII regions in molecular clouds, in Giant molecular clouds in the Galaxy; Proceedings of the Third Gregynog Astrophysics Workshop, 1980,  pp. 201-206.
- (EN) Dame, T. M.; Thaddeus, P., A wide-latitude CO survey of molecular clouds in the northern Milky Way, in Astrophysical Journal, vol. 297, ottobre 1985,  pp. 751-765, DOI:10.1086/163573.
- (EN) Dobashi, Kazuhito; Bernard, Jean-Phillipe; Yonekura, Yoshinori; Fukui, Yasuo, Molecular clouds in Cygnus. 1: A large-scale (13)CO survey, in Astrophysical Journal Supplement Series, vol. 95, n. 2, dicembre 1994,  pp. 419-456, DOI:10.1086/192106, ISSN 0067-0049.
- (EN) Dobashi, Kazuhito; Bernard, Jean-Philippe; Fukui, Yasuo, Molecular Clouds in Cygnus. II. Statistical Studies of Star-forming Regions, in Astrophysical Journal, vol. 466, luglio 1996,  p. 282, DOI:10.1086/177509.
- (EN) Blitz, L.; Fich, M.; Stark, A. A., Catalog of CO radial velocities toward galactic H II regions, in Astrophysical Journal Supplement Series, vol. 49, giugno 1982,  pp. 183-206, DOI:10.1086/190795.
- (EN) Felli, M.; Harten, R. H., A high-resolution search for small-scale structure in Sharpless H II regions at 4.995 GHz. II - General properties of the entire sample. III - Description of selected sources, in Astronomy and Astrophysics, vol. 100, luglio 1981,  pp. 28-58.
- (EN) Wendker, H. J.; Schramm, K. J.; Dieckvoss, C., The Cygnus X region. XIII - The dark cloud between IC 1318b and C, in Astronomy and Astrophysics, vol. 121, n. 1, maggio 1983,  pp. 69-76.
- (EN) Odenwald, Sten F.; Schwartz, Phil R., An IRAS survey of star-forming regions toward Cygnus, in Astrophysical Journal, vol. 405, n. 2, marzo 1993,  pp. 706-719, DOI:10.1086/172398.
- (EN) Wendker, H. J., The Cygnus X Region. VI. A New 2695 MHz Continuum Survey, in Astronomy and Astrophysics, vol. 4, marzo 1970,  pp. 378-386.
- (EN) Dickel, H. R.; Wendker, H.; Bieritz, J. H., The Cygnus X region. V. catalogue and distances of optically visible H II regions, in Astronomy and Astrophysics, vol. 1, 1969,  pp. 270-280.
- (EN) Marston, A. P.; Reach, W. T.; Noriega-Crespo, A.; Rho, J.; Smith, H. A.; Melnick, G.; Fazio, G.; Rieke, G.; Carey, S.; Rebull, L.; Muzerolle, J.; Egami, E.; Watson, D. M.; Pipher, J. L.; Latter, W. B.; Stapelfeldt, K., DR 21: A Major Star Formation Site Revealed by Spitzer, in The Astrophysical Journal Supplement Series, vol. 154, n. 1,  pp. 333-338, DOI:10.1086/422817.
- (EN) Comerón, F.; Torra, J., Near-infrared imaging of compact HII regions in Cygnus X*;**, in Astronomy and Astrophysics, vol. 375, agosto 2001,  pp. 539-552, DOI:10.1051/0004-6361:20010654.
- (EN) Dickel, J. R.; Dickel, H. R.; Wilson, W. J., The detailed structure of CO in molecular cloud complexes. II - The W75-DR 21 region, in Astrophysical Journal, vol. 223, agosto 1978,  pp. 840-853, DOI:10.1086/156317.
- (EN) Saken, Jon M.; Shull, J. M.; Garmany, Catharine D.; Nichols-Bohlin, Joy; Fesen, Robert A., An infrared supershell surrounding the Cygnus OB1 association, in Astrophysical Journal, vol. 397, n. 2, ottobre 1992,  pp. 537-541, DOI:10.1086/171810.
- (EN) Herrero, A.; Puls, J.; Najarro, F., Fundamental parameters of Galactic luminous OB stars VI. Temperatures, masses and WLR of Cyg OB2 supergiants, in Astronomy and Astrophysics, vol. 396, dicembre 2002,  pp. 949-966, DOI:10.1051/0004-6361:20021432.
- (EN) Massey, Philip; Thompson, A. B., Massive stars in CYG OB2, in Astronomical Journal, vol. 101, aprile 1991,  pp. 1408-1428, DOI:10.1086/115774.
- (EN) Pasquali, A.; Comerón, F.; Gredel, R.; Torra, J.; Figueras, F., A new Wolf-Rayet star in Cygnus, in Astronomy and Astrophysics, vol. 396, dicembre 2002,  pp. 533-538.
- (EN) Cash, W.; Charles, P.; Bowyer, S.; Walter, F.; Garmire, G.; Riegler, G., The X-ray superbubble in Cygnus, in Astrophysical Journal, vol. 238, L71-L76, giugno 1980, DOI:10.1086/183261.
- (EN) H. Gursky, Gorenstein, P.; Kerr, F. J.; Grayzeck, E. J., The Estimated Distance to Cygnus X-1 Based on its Low-Energy X-Ray Spectrum, in Astrophysical Journal, vol. 167, 1971,  pp. L15, DOI:10.1086/180751.

### Argomenti generali
- Cigno (costellazione)
- Nebulosa
- Nebulose nella cultura popolare

### Argomenti specifici
- Braccio del Cigno
- Braccio di Orione
- Braccio di Perseo
- Cygnus X-1
- Complesso nebuloso molecolare di Orione, un sistema di nebulosità simile ma in scala ridotta
- IC 1318
- Oggetti non stellari nella costellazione del Cigno

### Fenomeni correlati
- Associazione OB
- Formazione stellare
- Nube molecolare gigante
- Regione H II
- Superbolla